# Chick Bullock
Charles Sibley „Chick“ Bullock (* 16. September 1908 in Butte; † 15. September 1981 in Kalifornien) war ein US-amerikanischer Sänger im Bereich des Jazz und der Tanzmusik.
Chick Bullock war in den 1930er Jahren populärer Sänger, der mit Jazz- und Tanzbands Aufnahmen machte; er spielte im Laufe seiner Karriere circa 500 Stücke ein. Er begann seine Karriere im Vaudeville und sang im Filmtheatern als Begleiter von Stummfilmen. Ende der 1920er Jahre startete er eine Karriere als Studiomusiker; in den 1930er Jahren sang u. a. bei Duke Ellington, Luis Russell, Cab Calloway („Git Along“, 1932), The Rhythmmakers mit Red Allen („Shine on Your Shoes“, 1932), Bunny Berigan, Bill Coleman, Jack Teagarden, Tommy Dorsey, Jimmy Dorsey, Joe Venuti und Eddie Lang. Mit dem Duke Ellington Orchestra, das unter dem Pseudonym The Georgia Footwarmers aufnahm, entstand 1930 „I'm So in Love with You“. Für einige seiner Aufnahmen benutzte Bullock selbst Pseudonyme wie Sleepy Hall.
Bullock nahm zwar auch unter eigenem Namen auf (Chick Bullock & His Levee Loungers), trat wegen eines Augenleidens jedoch kaum öffentlich auf. im Dezember 1932 hatte er einen ersten Hit in den Charts mit „Underneath the Harlem Moon“ (#18), gefolgt von „(When It's) Darkness on the Delta“ im Februar 1933, bei dem er von einer Studioband mit bekannten Musikern wie Bunny Berigan, Tommy und Jimmy Dorsey, Artie Bernstein und Stan King begleitet wurde. Sein letzter Charterfolg war im Mai 1935 die Al Dubin/Harry Warren Komposition „Lullaby of Broadway“ (#19). In den 1940er Jahren beendete der recording ban seine Karriere; er zog nach Kalifornien, wo er dann als Grundstücksmakler arbeitete.